# قاسم خان بختیاری
قاسم خان بختیاری آخرین حاکم بختیاری در دوران صفویه و نخستین حاکم بختیاری در دوران هوتکیان و پدر ابوالفتح خان بختیاری آسترکی است.

## در آستانه سقوط اصفهان
قاسم خان در زمان هجوم شورشیان غلزایی به سوی اصفهان ، با دوازده هزار نفر از قوای خویش به سوی پایتخت حرکت کرد، ولی از دسته کوچکی شکست خورد و منهزم گردید.در جنگ میان قوای صفویه با شورشیان افغان، قاسم خان بختیاری به دلیل اختلاف با علیمردان خان فیلی، از پیوستن به او خودداری نمود.

## پس از سقوط صفویان
قاسم خان بختیاری به رغم شکست و عقب نشینی در نبرد نخست با قوای افغان، در دومین نبرد با افغانها که در نتیجه پیشروی محمود افغان به سوی بختیاری روی داد توانست با سازماندهی نیروهای تحت امر خود ، قوای افغان را غافلگیر و شکست را به آنان تحمیل کند.
پس از این رویداد محمود افغان به سوی کهگیلویه رفت و در شرایط نامساعد آب و هوا در برف گرفتار شد به گونه‌ای که امکان سلامت در خود نمی‌دید.

## روابط با محمود افغان
سرانجام محمود افغان با فرستادن هدایای بسیار برای قاسم خان بختیاری، از وی درخواست کمک کرد. قاسم خان بختیاری که از جانب محمود افغان التفات یافته بود، مخفیانه نزد محمود راهنمایی فرستاد تا او و لشکریان افغان را به اصفهان هدایت کند.
محمود افغان پس از نجات یافتن و بازگشت به اصفهان، مدت کوتاهی به حکومت ادامه داد و سرانجام به دست اشرف افغان به قتل رسید.

## در دوران حکومت اشرف افغان
پس از روی کار آمدن اشرف افغان، قاسم خان بختیاری حاکم لرهای بختیاری در سمت تفنگچی آقاسی شاه افغان، ابقا شد.